# 마크 워든
마크 워든(Marc Worden, 1976년 6월 5일 ~ )은 캐나다의 배우, TV 사회자이다.
토론토에서 태어났다.

## 출연 작품

### 영화
- The Maker (1997)
- The Lesser Evil (1998)
- 실리콘 밸리의 신화 (1999)
- Ultimate Avengers (2006) - 아이언 맨 / 토니 스타크 역 (애니메이션)
  - Ultimate Avengers 2 (2006)
  - The Invincible Iron Man (2007)
  - Planet Hulk (2010)
- 드래곤랜스: 가을 황혼의 용들 (2008, Dragonlance: Dragons of Autumn Twilight)

### 텔레비전
- 에이번리로 가는 길 (1990-92)
- 배트맨 비욘드 (1999) - 애니메이션
- 진도 10.5 미국 침몰 (2004)
- 어코딩 투 짐 (2007-08)
- 배트맨 더 브레이브 (2008-11) - 애니메이션